# 张鲁庵
张鲁庵（1901年—1962年），字炎夫，号幼焦，浙江慈溪人，寓居上海。清末民国书法家、篆刻家、收藏家，印泥制作大师，是西泠印社早期代表人物之一。

## 生平
出生杭州巨富，是著名药房“张同泰药堂”的第五代传人。从小嗜好金石篆刻，收藏各类印谱古籍，师从篆刻巨擘赵叔孺。
篆刻风格以精工闻名。又善于制作印泥。当时北京有徐正庵，以善制印泥闻名北方，而张鲁庵以善制印泥闻名南方，两“庵”一南一北对峙，有“南张北徐”之誉。
张鲁庵一生酷爱收藏历代名家印谱。所收藏的印谱名家有400余家，是民国时期集印谱之大成者，时称“海内第一家”。其家藏印谱典籍有很多稀世珍本，以传世明版善本最为著名，但韫椟而藏，不肯示人。
张鲁庵也热衷历代印章印玺的收藏，一生收藏有历代印章印玺数千方，其中著名的包括何鱼渔印章二十方。张鲁庵生前将自己收藏的历代印章印玺拓成专集刊行。
1962年，逝世前夕，遵嘱家人将其一生所藏印章当时共计1525方，印谱433部，共近2000册，捐献杭州西泠印社。西泠印社专门辟有“望云草堂”，展示其慷慨珍贵捐赠，以裨后学。

## 代表著作
代表著作有：
- 《仿邓完白山人印谱》两卷
- 《鲁庵印选》
- 《鲁庵印谱》